# Кричевский, Фёдор Григорьевич

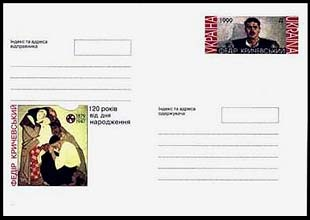
Почтовый конверт Украины, Фёдор Кричевский. 1999 год

Фёдор Григо́рьевич Криче́вский (укр. Федір Григорович Кричевський; 10 [22] мая 1879, Лебедин, Харьковская губерния — 30 июля 1947, Ирпень, Киевская область) — украинский и советский живописец.
Первый ректор Украинской академии художеств, профессор Киевского художественного института, заслуженный деятель искусств УССР (1940).

## Биография
Родился 10 (22) мая 1879 года в Лебедине, в семье фельдшера, крещёного еврея Григория Акимовича Кричевского. Кричевский рос и воспитывался в небольшом украинском селе Малая Ворожба на Харьковщине. Своей живописностью и «классическим» украинским пейзажем — белыми хатками среди зелени садов, чистыми волнами реки Псел — эта местность напоминала соседнюю Полтавщину.
Одарённость будущего живописца проявилась очень рано — он рисовал углём, лепил из глины и хлеба, а также вышивал, придумывая орнаменты и композиции. Впоследствии прославленный мастер поражал собеседников великолепным знанием украинских национальных ремёсел, а вышивку, по словам одного из учеников, знал до такой степени, что казалось, «будто с его смертью невозвратимо ушло нечто огромное из человеческих знаний об украинской культуре вообще».
Первоначальное профессиональное образование Кричевский получил в Московском училище живописи, ваяния и зодчества (1896—1901). Здесь, по признанию самого художника, наибольшее влияние оказали на него Абрам Архипов и Валентин Серов. В Москве Кричевский тосковал по Украине. В памяти соучеников отложилась его глубокая преданность народной культуре, которую он энергично пропагандировал среди друзей.
В 1900-е годы часто проводил летнее время в полтавском селе Шишаки, которое стало питательной почвой его творчества. Здесь он писал с натуры, изучал типажи и крестьянскую жизнь.
Здесь, в селе на Полтавщине он купил обычный сельский домик, который стал своеобразной академией, где набирались воодушевления студенты во время практики. В Шишаках Кричевский собрал большую коллекцию народного творчества — ковров, вышиванок, керамики, иконописи, которые служили образцами для натюрмортов, служили опорой в поисках колористической гармонии. Здесь художник написал картины «Рассказ деда», «Весёлые доярки», «Девушки». Его картина «Весёлые доярки» имела огромный успех на выставках. В ней он повторяет свой любимый художественный приём: изобразив трёх девушек, он раскрывает их образы в противопоставлении и дополнении друг друга. Широкая декоративная живопись произведения отличается цветовой насыщенностью, свойственной народному искусству.
После путешествия в Англию (1902) напряжённо и много работает. Своё художественное образование он решил продолжить в Петербурге, в Высшем художественном училище при Императорской Академии художеств, и в 1907 году поступил в класс баталиста Ф. Рубо. Зрелость таланта украинского живописца продемонстрировала его картина «Невеста» (1910), с которой Кричевский вышел на академический конкурс, завершающий образование. Сюжет из народной жизни — невесту обряжают её подружки — решён в полотне Кричевского без всякого бытовизма. Мерный и торжественный ритм композиции, её фризовость, крепкий рисунок, сдержанный колорит придают эпическое звучание и монументальность этой картине. Получил звание художника за картины «Погребение» и «Невеста» (2.11.1910). Пенсионер Академии художеств (с 1911).
В 1911—1912 годах посетил главные культурные центры Европы, знакомясь с шедеврами мировой живописи в музеях Германии, Австрии, Франции и Италии.
После заграничного путешествия в качестве пенсионера Академии Кричевский осел в Киеве, где в 1913 году он начал преподавать в Киевском художественном училище, а в 1914 г. стал его директором. Главные творческие достижения Кричевского в дореволюционное время относятся к портретному жанру («Портрет жены в платочке», 1916; «Портрет Л. Я. Старицкой на золотом фоне», 1914 и др.).
В 1918—1922 годах преподавал в Украинской академии художеств, был её первым ректором. Член Ассоциации художников Красной Украины.
Грандиозный триптих «Жизнь», созданный в 1925—1927 годы, демонстрирует его устремления к фресковости, декоративности, освоению темперной техники. В эти годы проблемами монументальной живописи занимались на Украине многие, более того, этот вид искусства стал платформой борьбы различных художественных группировок. Группировка, противостоящая Кричевскому и его единомышленникам, состояла из М. Бойчука и его учеников. Триптих «Жизнь» был в какой-то мере творческим «ответом» Кричевского в его спорах с М. Бойчуком. Одну из самых известных своих картин — «Победители Врангеля» — Кричевский создал в 1934 году. Это полотно можно отнести к историческому жанру, хоть и написано оно на современную тему. Сюжет художнику подсказали жители села Шишаки, вернувшиеся с фронта.
30-е годы были наполнены успешным и напряженным творческим трудом. Кричевский писал тематические картины, создавал портреты, участвовал в конкурсе на памятник Тарасу Шевченко в соавторстве со скульптором С. Меркуровым, вёл мастерскую в Киевском художественном институте. Основал объединение украинских мастеров «УМО», был заместителем председателя Союза художников Украины. В 1940 году одним из первых удостоился звания заслуженного деятеля искусств УССР.
В 1924—1932 и 1934—1941 годах преподавал в Киевском государственном художественном институте. В его мастерской обучались Пётр Слёта, Татьяна Яблонская, Александр Фильберт и другие известные художники УССР.
В годы немецкой оккупации был председателем Союза украинских художников, но ни он, ни его жена не были выданы немцам, несмотря на их еврейское происхождение. В 1944 году пытался выехать за рубеж, но поезд, в котором он ехал, не успел отойти далеко от Кенигсберга и попал в окружение. Кричевский был арестован органами НКВД, затем освобождён, жил в ссылке в селе Ирпень под Киевом, где и умер, вероятно, от голода в 1947 году, несмотря на помощь, которую оказывала ему Татьяна Яблонская.
Обвинения Кричевского в сотрудничестве с немцами в советских послевоенных источниках не упоминаются (вероятно, из-за отсутствия состава преступления), о нём пишется лишь как об авторе монументальных полотен, прославлявших советскую власть.
Умер 30 июля 1947 года в г. Ирпень Киевской области. Перезахоронен на Лукьяновском кладбище Киева в 1965 году.
Брат — Василий (архитектор и живописец) в 1943 году эмигрировал вместе с семьёй во Францию, а в 1946 году — в Венесуэлу.

## Творчество
Произведения — триптих «Жизнь» (1925—1927), «Победители Врангеля» (1934—1935).
Монументальный триптих Кричевского «Жизнь» (1925—1927) стал классическим образцом украинского модернизма.
В настоящее время работы Ф. Кричевского выставлены в Национальном художественном музее Украины и других музеях Украины.

## Память
- Памятный знак установлен около дома в Ирпене, где Фёдор Кричевский жил в последний период своей жизни (угол улиц Соборной и Павленко);
- Именем Фёдора Кричевского названы улицы в Киеве и Ирпене.